# La Rivière aux oies
 (mars 2024).
La mise en forme du texte ne suit pas les recommandations de Wikipédia : il faut le « wikifier ».
Les points d'amélioration suivants sont les cas les plus fréquents :
- Les titres sont pré-formatés par le logiciel. Ils ne sont ni en capitales, ni en gras.
- Le texte ne doit pas être écrit en capitales (les noms de famille non plus), ni en gras, ni en italique, ni en « petit »…
- Le gras n'est utilisé que pour surligner le titre de l'article dans l'introduction, une seule fois.
- L'italique est rarement utilisé : mots en langue étrangère, titres d'œuvres, noms de bateaux, etc.
- Les citations ne sont pas en italique mais en corps de texte normal. Elles sont entourées par des guillemets français : « et ».
- Les listes à puces sont à éviter, des paragraphes rédigés étant largement préférés. Les tableaux sont à réserver à la présentation de données structurées (résultats, etc.).
- Les appels de note de bas de page (petits chiffres en exposant, introduits par l'outil «  Source ») sont à placer entre la fin de phrase et le point final[comme ça].
- Les liens internes (vers d'autres articles de Wikipédia) sont à choisir avec parcimonie. Créez des liens vers des articles approfondissant le sujet. Les termes génériques sans rapport avec le sujet sont à éviter, ainsi que les répétitions de liens vers un même terme.
- Les liens externes sont à placer uniquement dans une section « Liens externes », à la fin de l'article. Ces liens sont à choisir avec parcimonie suivant les règles définies. Si un lien sert de source à l'article, son insertion dans le texte est à faire par les notes de bas de page.
- La présentation des références doit suivre les conventions bibliographiques. Il est recommandé d'utiliser les modèles {{Ouvrage}}, {{Chapitre}}, {{Article}}, {{Lien web}} et/ou {{Bibliographie}}. Le mode d'édition visuel peut mettre en forme automatiquement les références.
- Insérer une infobox (cadre d'informations à droite) n'est pas obligatoire pour parachever la mise en page.

Pour une aide détaillée, merci de consulter Aide:Wikification.
Si vous pensez que ces points ont été résolus, vous pouvez retirer ce bandeau et améliorer la mise en forme d'un autre article.
La Rivière aux oies est le premier recueil de nouvelles autobiographiques de Maurice Fombeure publié en 1932.

## Résumé
Alors qu'il est élève à l'École normale supérieure de Saint-Cloud,
Maurice Fombeure
souffrant de l'éloignement de sa région natale, se remémore son enfance qui s'éloigne inexorablement. Il dresse le portrait des gens, des paysages, des animaux et de la culture locale de son Poitou natal. Il peint un portrait poétique de ses premiers souvenirs, mais aussi d'une époque qui disparaît au profit de l'ère nouvelle de la mécanisation agricole. Dans cet ouvrage, il est le passeur de mémoire, où chaque nouvelle est un sauvetage de son histoire personnelle.

## Composition du Recueil
Le recueil se divise en plusieurs parties, chacune composée de plusieurs nouvelles :
Au Fond des Regards
- Retour en Avant
- Bruits de ma Terre
- La Forêt de Moulière
- Ma Petite Enfance
- Le Grand-Père
- Légendes
- Croyances

Au Temps de l'Âge Heureux
- L'École Primaire
- Le Retour de l'École
- L'Église
- Changements au Loin

Au Large de la Terre
- Descriptions
- Ménétriers
- Le Moulin de Grand-Pont

Le Soir aux Animaux
- Animaux Domestiques
- Le Soir aux Animaux
- Leurs Souffrances

Quand la Raison s'Endort
- Ceux du Pays de ma Mère
- Le Goret
- Le Collectionneur
- Segué
- Les Vieux
- Histoire du Sorcier
- Paillon
- Le Forgeron bat son Enclume...
- La Foire
- Papilona
- La Femme sans Tête
- Les Ivrognes de Campagne

On est lié, si bien lié
- Au Bord du Temps
- Premières Routes Grelottantes d'Espace
- Du Grenier au Cellier
- C'est d'Eux Encore
- La Pêche
- On est lié, si bien lié
- Derniers et Regrets

## Contexte historique
Maurice Fombeure, la rivière aux oies, 1932 :
« J’ai longtemps erré. Je me sentais diminué, incomplet. Je portais mon 
village en moi comme une maladie dont on sait qu’on va mourir »
 
Âgé de seulement 24 ans, écrit en 1930 et publié en 1932, Ce premier ouvrage, qui se démarque du style habituel de l'ENS, établit un choix thématique central dans sa vie : l'attachement à la terre et à la paysannerie. Ce thème deviendra le fil conducteur de son œuvre littéraire comme l'écrira Paul Claudel à son sujet dans  À dos d'oiseau, Gallimard :
« Quand on aime de tout son coeur la bonne vieille terre française et la bonne vieille vie française »
À l'époque de la rédaction de La Rivière aux oies, Fombeure était élève de l'École normale de Saint-Cloud, fiancé, et pas encore militaire. Son premier recueil de poèmes, "Silences sur le toit", n'avait pas encore été édité. Cette période représente un moment charnière, non seulement dans sa vie personnelle - transition de la jeunesse à l'âge adulte - mais également dans son style d'écriture, oscillant entre prose et poésie.
Le style unique de "La Rivière aux Oies" est fortement influencé par l'enfance de Fombeure à Augeron, dans la commune de Bonneuil-Matours, un village rural profondément ancré dans les traditions et les légendes. L'auteur y a passé son enfance, immergé dans un environnement riche en traditions rurales et en histoires familiales. Il a été témoin des pratiques culturelles et spirituelles de sa région, et a été élevé par sa grand-mère paternelle après la mort précoce de sa mère.
Le livre explore également les thèmes de la nature, l'amour des animaux, de l'eau, des arbres, et des êtres humains, qu'ils soient humbles, originaux ou membres de la famille. Cette profonde connexion avec la nature et la vie rurale se reflète dans sa prose et sa poésie, apportant à la littérature une voix unique et intemporelle.
La Rivière aux oies est donc une œuvre importante dans l'œuvre de Maurice Fombeure, offrant une perspective unique sur la transition entre le rural et l'urbain, l'ancien et le nouveau, et la prose et la poésie, tout en célébrant la richesse des traditions rurales françaises.

## Éditions
- 1932 : La rivière aux oies, Rieder éditeur
- 1932 : La rivière aux oies, Brissaud éditeur ( 4 rééditions connues)
- 1982 : La rivière aux oies, Brissaud éditeur préface de Jacques Fombeure